# Chaoborus americanus
Chaoborus americanus är en tvåvingeart som först beskrevs av Oskar Augustus Johannsen 1903.  Chaoborus americanus ingår i släktet Chaoborus och familjen tofsmyggor. Inga underarter finns listade i Catalogue of Life.